# Distretto di Yatsushiro
Il Distretto di Yatsushiro (八代郡, Yatsushiro-gun?) è uno dei distretti della prefettura di Kumamoto, in Giappone.
Attualmente fa parte del distretto solo il comune di Hikawa.